# Scenes
Scenes (с англ. — «Декорации») — второй сольный студийный альбом гитариста Марти Фридмена выпущенный на лейбле Shrapnel 1 декабря 1992 года.
Scenes целиком инструментальный. Композиции альбома насыщены восточными мелодиями. Участие японского пианиста Китаро придало альбому «Scenes» особый колорит.
Диск не имеет ничего общего по стилистике со своим предшественником. Необычным этот альбом делает то, что Китаро и Марти не провели в студии ни одной минуты вместе, общаясь друг с другом по телефону. Китаро работал с записями, которые отсылались в его студию в штате Колорадо, а Марти в это время находился в Лос-Анджелесе.
Союз этих двух музыкантов дал альбом, показавший, что можно создавать музыку, в которой выражение чувств стоит выше техничной игры на гитаре. Марти Фридман в своем стиле сделал гораздо больше, чем сотни гитаристов, основным критерием для которых служит скорость.
«Scenes» достигает уровня музыкальности, позволяющего полноправно считать Марти Фридмана одним из величайших современных композиторов.

## Список композиций
| # | Оригинальное название | Перевод            | Музыка        | Время |
| - | --------------------- | ------------------ | ------------- | ----- |
| 1 | Tibet                 | Тибет              | Марти Фридмен | 2:35  |
| 2 | Angel                 | Ангел              | Марти Фридмен | 3:39  |
| 3 | Valley of Eternity    | Долина вечности    | Марти Фридмен | 8:15  |
| 4 | Night                 | Ночь               | Марти Фридмен | 6:39  |
| 5 | Realm of the Senses   | Королевство чувств | Марти Фридмен | 5:32  |
| 6 | West                  | Запад              | Марти Фридмен | 5:44  |
| 7 | Trance                | Транс              | Марти Фридмен | 1:56  |
| 8 | Triumph               | Триумф             | Марти Фридмен | 5:41  |

## Участники записи
- Марти Фридмен — гитары
- Китаро — клавишные, фортепиано, продюсирование (треки ##1-4)
- Брайан БекВар — клавишные, перкуссия
- Ник Менца — ударные